# 四塊厝 (彰化縣)
四塊厝，是臺灣彰化縣溪湖鎮的一個傳統地域名稱，位於該鎮東部。相較於今日行政區，其範圍大致包括東溪里、西溪里、湖東里。

## 歷史
台灣清治末期至日治初期，四塊厝地區為一街庄，稱為「四塊厝庄」，隸屬於馬芝堡。該庄輪廓大致呈L形，北與崙仔腳庄為鄰，東北與三塊厝庄為鄰，東與羅厝庄為鄰，南邊為崙仔腳庄，西邊為汴頭庄、溪湖庄、頂藔庄
。
1901年（日治明治三十四年）11月，該庄隸屬於彰化廳。1909年（明治四十二年）10月，改隸屬於臺中廳。1920年（大正九年），該庄改制為「四塊厝」大字，隸屬於臺中州員林郡溪湖街，大字下有「四塊厝」、「巫厝」小字名。
戰後溪湖街改制為溪湖鎮，隸屬於彰化縣，大字亦改制為里。

## 交通
國道1號又稱「中山高速公路」，是貫穿台灣西部的兩條縱向高速公路之一，大致以縱向經過四塊厝地區東部，並於與縣道148號交會處設有員林交流道，由此可快速前往南北各地。
省道台19線（彰水路四段、東環路）又稱「中央公路」，為彰化至台南永康的幹道，大致以縱向兩度經過本地區西部，往北可前往埔鹽、秀水、彰化，往南可前往土庫、北港等地。
縣道146號（大溪路一段）是溪湖至大村犁頭厝的道路，大致以西南—東北走向經過本地區北部，往西南可前往溪湖市區，往東北轉東可前往大村市區，並於犁頭厝與縣道137號相交。
縣道148號（員鹿路二段～一段）是王功至草屯的道路，大致以西北—東南走向轉橫向經過本地區南部，往西北可前往溪湖市區、王功，往東可前往員林、草屯。

## 學校
- 溪湖高中
- 湖東國小

## 景點
- 福德寺石鵝